# Cisownik Pierwszy
Cisownik Pierwszy – skała na wzgórzu Cisownik na Wyżynie Częstochowskiej wchodzącej w skład Wyżyny Krakowsko-Częstochowskiej. Znajduje się w obrębie wsi Ryczów w województwie śląskim, w powiecie zawierciańskim, w gminie Ogrodzieniec.
Wzgórze Cisownik wznosi się w porośniętej lasem północno-zachodniej części wsi Ryczów, w pobliżu granicy ze wsią Żelazko. Pod jego szczytem jest łąka z wapiennymi skałami, którym wspinacze skalni nadali nazwy Mały Mur, Cisownik Pierwszy, Cisownik Drugi i Wuj. Należą do tzw. Ryczowskiego Mikroregionu Skałkowego. Do skał można dojść leśną drogą od Wielkiego Grochowca. Cisownik Pierwszy to skała po wschodniej stronie Małego Muru. Jest na nim 7 dróg wspinaczkowych o trudności od V- do VI.4+ w skali Kurtyki. Mają zamontowane stałe punkty asekuracyjne: ringi (r) i stanowisko zjazdowe (st):
1. Telewizna; 3r + st, VI.2, 10 m
2. Glutenmorgen; 3r + st, VI.1+, 10 m
3. Zaklinacz koni; 4r + st, VI.4/4+, 10 m
4. Weterani po lassach; 3r + st, VI.4+, 9 m
5. Sunspot; 4r + st, VI.4, 10 m
6. Cisorysa; st, V-, 9 m
7. Ryczący pikuś; 3r + st, 9 m[1].

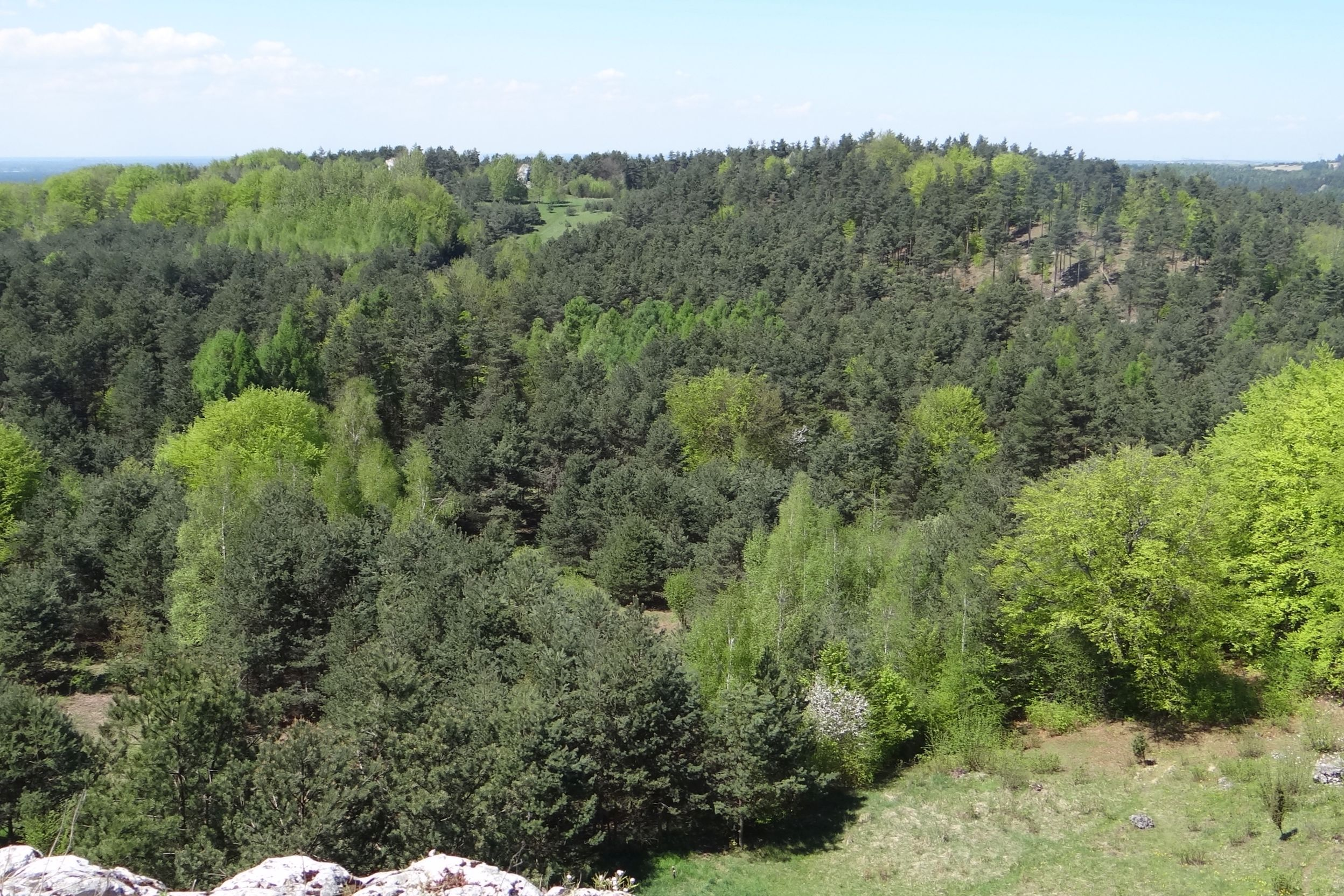
Wzgórze Cisownik ze skałami
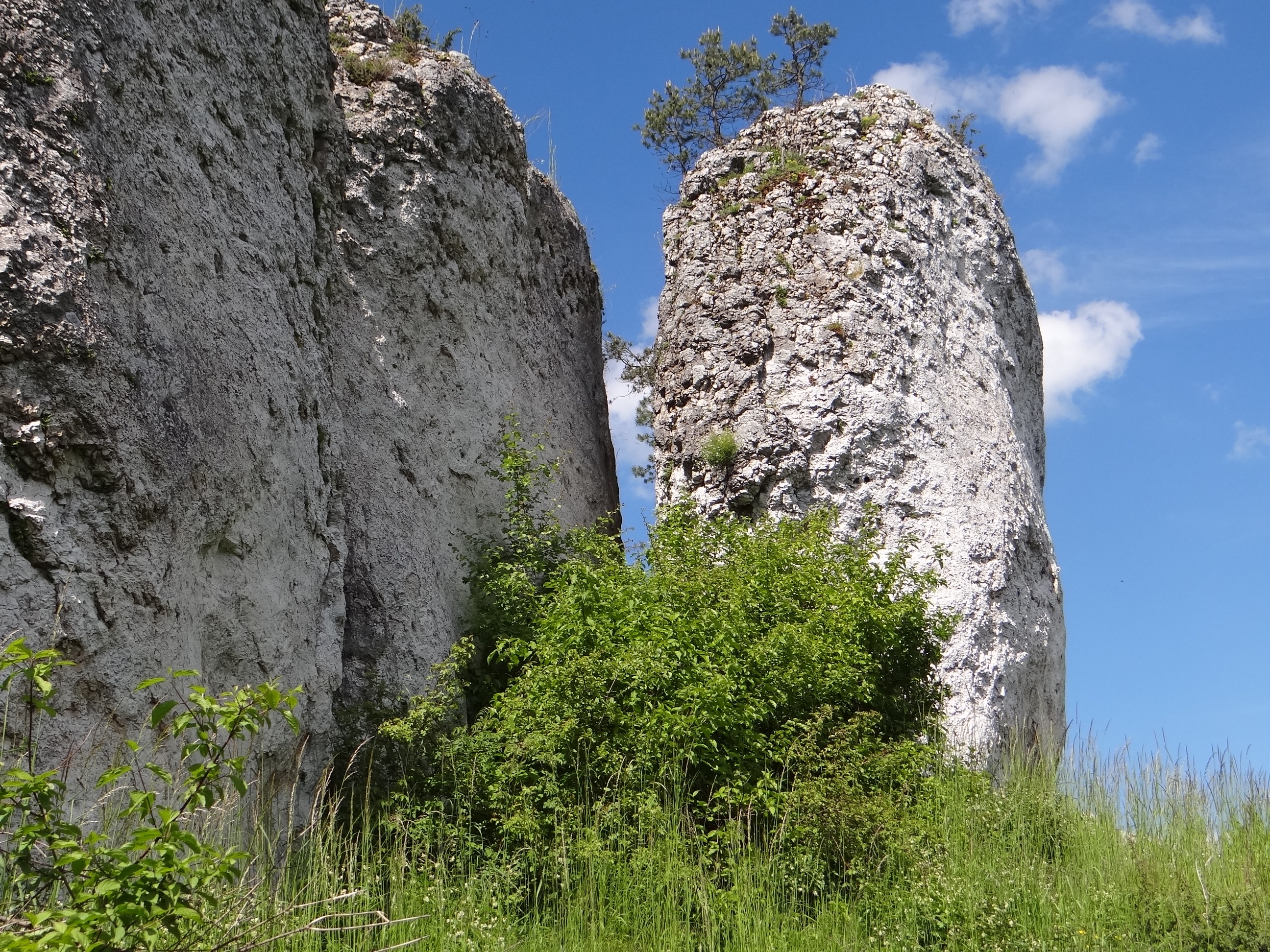
Mały Mur i Cisowniki
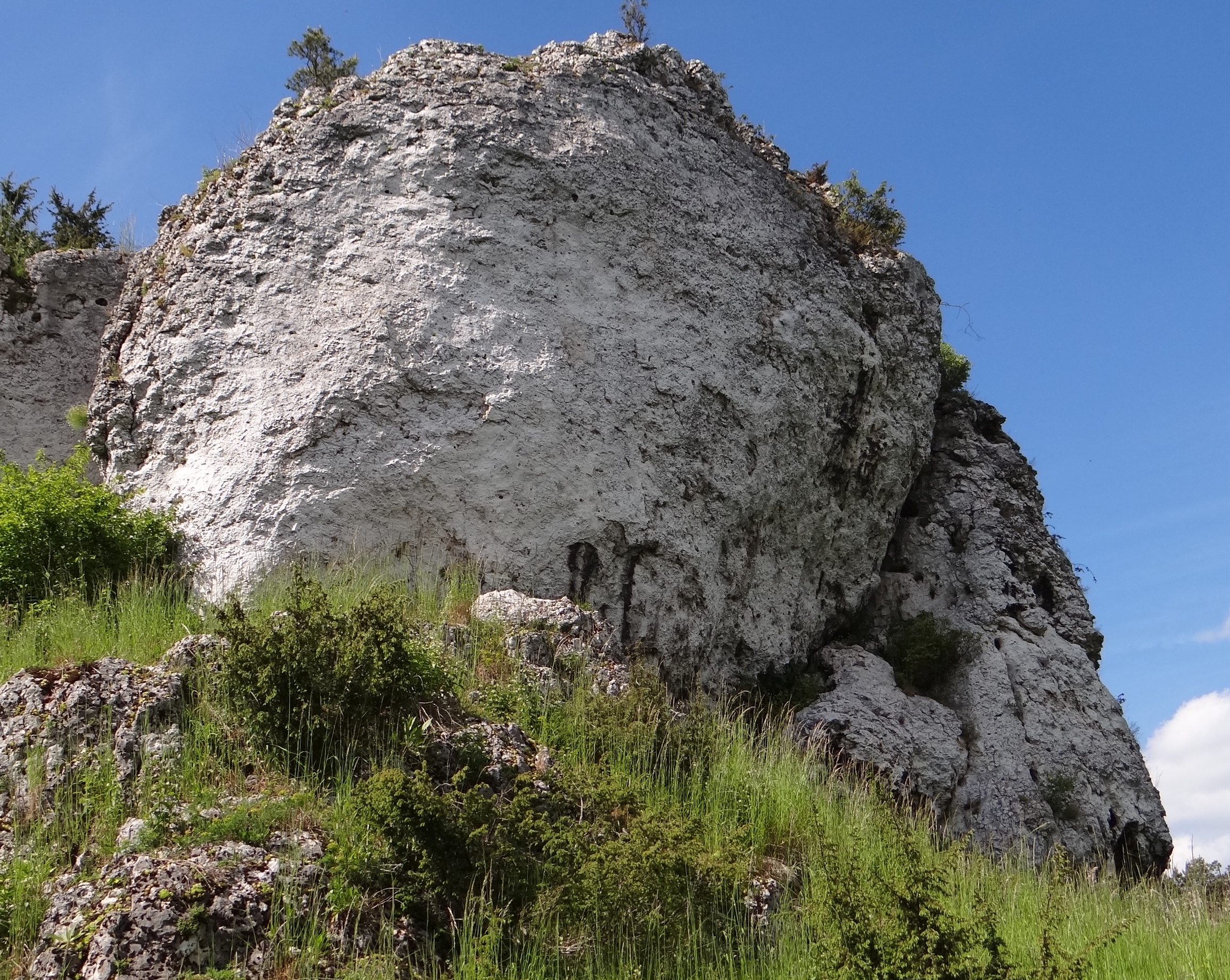
Cisownik I
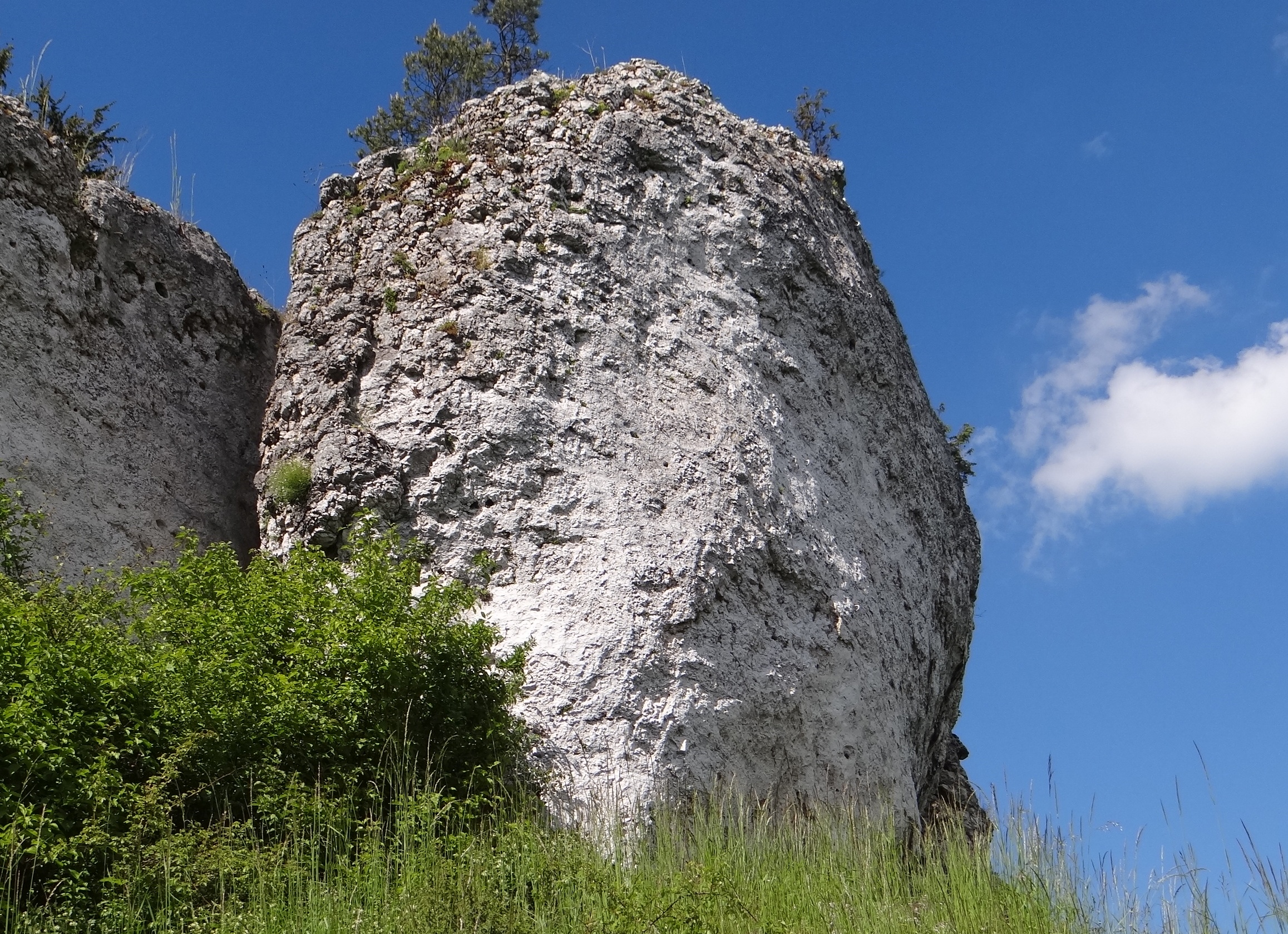
Cisownik I
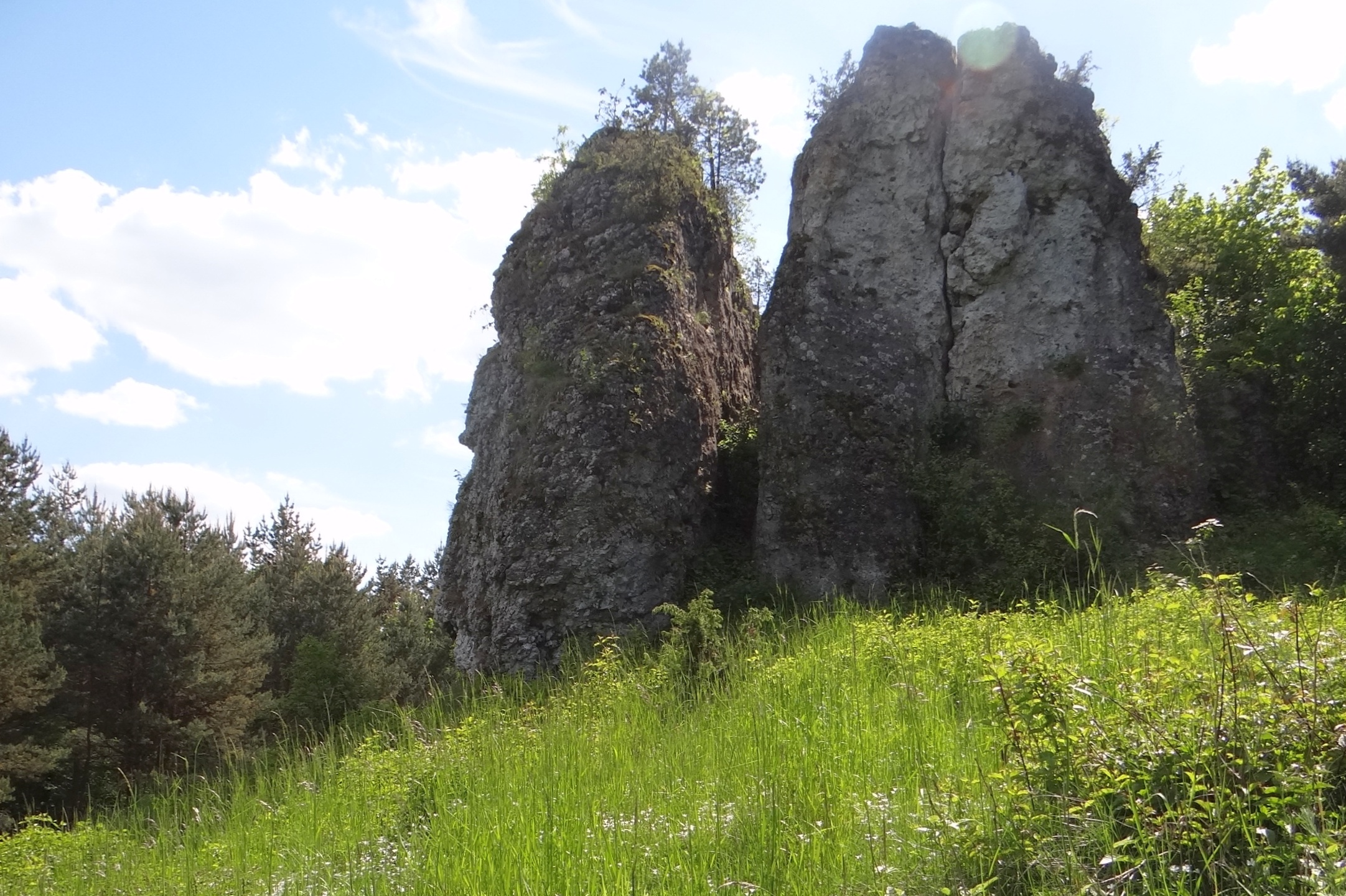
Cisownik I i II